# THE NEVER ENDING STORY
「The NeverEnding Story」（ザ ネバーエンディング ストーリー、邦題：「ネバーエンディング・ストーリーのテーマ」）は、リマールのシングル曲。

## 概要
リマールのオリジナル・バージョンは、1984年の同名の映画の主題歌として使われた。映画のタイトル通り、この曲には明確な始まりも終わりもない。冒頭でフェードインし、最後でフェードアウトすることにより、「終わりがない」ことを演出しているのである。
なお、ライブで歌唱する場合は、演奏の都合上フェードイン・フェードアウトとならずカットイン・カットアウトの形式となる場合や、女性のデュエット参加がない場合もある。
作曲はジョルジオ・モロダー、作詞はキース・フォーシイ。（ちなみに独語版の映画では専らクラウス・ドルディンガーの曲が使われ、リマールの歌とその他のサウンドトラックのポップス曲は使われていない）。
この曲は多くの国でヒットし、スウェーデンとノルウェーで1位、オーストリア、ドイツ、イタリアでは2位、イギリスで4位、米ビルボード・アダルト・コンテンポラリー部門で6位になった。
リマールは英語版と仏語版「L'Histoire Sans Fin」をリリースしており、英語版ではベス・アンダーソン、仏語版ではアン・カルヴェールがデュエットに加わっているが、いずれもシングルにはクレジットされていない。ベス・アンダーソンはアメリカで、リマールとは別に自分のパートをレコーディングした。彼女はミュージックビデオには出演しておらず、代わりにマンディ・ニュートンが口パクを演じている。
2008年以降は再結成したカジャグーグーのライブでも歌唱することもあり、女性のパートはベース担当のニック・ベッグスが歌っている。
2020年現在リリースされているベストアルバムでは、再録音版が収録されているものもある。
JOYSOUNDのカラオケでは、歌詞が間違った物がいまだ配信され続けている。

## チャート
| チャート (1984–1985年)                   | 最高位 |
| ---------------------------------------- | ------ |
| オーストラリア (Kent Music Report)       | 6      |
| オーストリア (Ö3 Austria Top 40)         | 2      |
| カナダ アダルト・コンテンポラリー (RPM)  | 3      |
| デンマーク (IFPI)                        | 3      |
| ヨーロッパ (European Hot 100 Singles)    | 8      |
| フィンランド (Suomen virallinen lista)   | 24     |
| フランス (SNEP)                          | 7      |
| アイルランド (IRMA)                      | 4      |
| イタリア (Musica e dischi)               | 2      |
| オランダ (Dutch Top 40)                  | 34     |
| オランダ (Single Top 100)                | 28     |
| ニュージーランド (Recorded Music NZ)     | 28     |
| ノルウェー (VG-lista)                    | 1      |
| ポルトガル (AFP)                         | 3      |
| 南アフリカ (Springbok Radio)             | 2      |
| スペイン (AFYVE)                         | 1      |
| スウェーデン (Sverigetopplistan)         | 1      |
| スイス (Schweizer Hitparade)             | 3      |
| UK シングルス (OCC)                      | 4      |
| US Billboard Hot 100                     | 17     |
| US 12-inch Singles Sales (Billboard)     | 23     |
| US Hot Adult Contemporary (Billboard)    | 6      |
| US Hot Dance/Disco Club Play (Billboard) | 10     |
| 西ドイツ (GfK Entertainment charts)      | 2      |

| チャート (1984年)                  | 順位 |
| ---------------------------------- | ---- |
| オーストラリア (Kent Music Report) | 49   |
| オーストリア (Ö3 Austria Top 40)   | 11   |
| イギリス (OCC)                     | 48   |
| 西ドイツ (Official German Charts)  | 19   |

| チャート (1985年)            | 順位 |
| ---------------------------- | ---- |
| 南アフリカ (Springbok Radio) | 20   |

## カバーしたアーティスト
- 長沢真吾
- 羽賀研二
日本公開の際に公式タイアップされたレコード。
詞の内容が原曲と関係なくなっている。
- The Birthday Massacre
- Creamy
オリジナルよりもユーロビート色が強くなっている。
- ドラゴンランド
- 坂本美雨（後述）
- ニュー・ファウンド・グローリー
- E-girls（後述）
- カジャグーグー
レコード化はしていないが、オリジナルメンバーで再結成した後のライブで演奏している。アレンジはオリジナルバージョンに準じているが、女性のコーラスパートをニック・ベッグス（ベース）が歌唱し、間奏のギターソロをスティーヴ・アスキューが演奏している。ボーカルはオリジナルと同じくリマール。
- 武田カオリ
野村不動産グループの企業CMに使用されている[31]。

## 坂本美雨によるカバー
「THE NEVER ENDING STORY」は、坂本美雨の11枚目のシングルで、2005年11月16日にヤマハミュージックコミュニケーションズより発売された。ホンダ「環境テーマ広告」のCMソングに使用された。
カップリング曲は、「彼と彼女のソネット」（エルザ・ランギーニの曲のカバーで、大貫妙子による日本語詞バージョン）である。

## E-girlsによるカバー
「THE NEVER ENDING STORY」（ザ ネバー エンディング ストーリー）は、E-girlsの4作目のシングル曲。2013年2月20日にrhythm zoneより発売された。

### 概要
「CD+DVD」「CD」「CD（mu-moショップ、LDHモバイルショップ、ライブ＆イベント会場限定盤）」の3形態で発売。
本作は「E-Girls」から「E-girls」に表記変更後、初のシングルとなる。
表題曲は、日本では1985年に公開された映画『ネバーエンディング・ストーリー』のテーマソング（リマール）のカバーである。英語バージョンが、フジテレビ系月9ドラマ『ビブリア古書堂の事件手帖』の主題歌に起用された。
2013年2月15日に制服ダンスを含めE-girlsメンバーが雲の上の神殿で天使に変身したミュージックビデオが解禁。
2013年4月以降、青山ワンセグ開発のエンディングで流れるようになっている（月末の生放送時のみ『Follow Me』を使用）。

### 参加メンバー
「THE NEVER ENDING STORY 〜君に秘密を教えよう〜」
- Dream：Shizuka・Aya・Ami・Erie
- Happiness：SAYAKA・KAEDE・KAREN・MIYUU・YURINO
- Flower：水野・中島・藤井・重留・鷲尾・武藤・市來・坂東・佐藤
- 武部・武田・萩尾・稲垣・石井・山口・木津・須田・生田・川本

「JUST IN LOVE」
- Dream：Shizuka・Ami
- Happiness：SAYAKA・KAREN・YURINO
- Flower：水野・中島・鷲尾
- 武田・萩尾・稲垣・石井・山口・須田・生田

### 収録曲

#### CD
1. THE NEVER ENDING STORY 〜君に秘密を教えよう〜 [3:25]
作詞：Keith Forsey・藤林聖子（日本語訳詞）、作曲：Giorgio Moroder、編曲：h-wonder
  - ボーカルはDreamのShizuka・Aya・Ami・Erie、HappinessのKAREN、Flowerの鷲尾伶菜・武藤千春、武部柚那。
2. JUST IN LOVE [3:25]
作詞：藤林聖子、作曲：Emyli・NA.ZU.NA、編曲：ArmySlick
  - ボーカルはDreamのShizuka・Ami、HappinessのKAREN、Flowerの鷲尾伶菜。
  - 富士通 「FMV Floral Kiss」CMソング[35]
  - ABCマート 「NUOVO カラフル 2WAY ブーツ」CMソング[35]
3. THE NEVER ENDING STORY
作詞：Keith Forsey、作曲：Giorgio Moroder、編曲：h-wonder
  - ボーカルは「THE NEVER ENDING STORY 〜君に秘密を教えよう〜」と同一。
4. THE NEVER ENDING STORY 〜君に秘密を教えよう〜（Instrumental）
5. JUST IN LOVE（Instrumental）
CDのみ盤にのみ収録

#### DVD
1. THE NEVER ENDING STORY 〜君に秘密を教えよう〜（Video Clip）
2. JUST IN LOVE（Video Clip）
3. THE NEVER ENDING STORY（Making Clip）
4. JUST IN LOVE（Making Clip ※初回盤のみ収録